# Артур Шопенгауер
А́ртур Шопенга́уер (іноді також зустрічається — Шопенгáвер)([ˈʃoʊpənhaʊ.ər] SHOH-pən-how-ər; Німецька: [ˈaɐ̯tʊɐ̯ ˈʃoːpn̩haʊ̯ɐ]; 22 лютого 1788 – 21 вересня 1860) — німецький філософ-ірраціоналіст, відомий своїм вченням про безособову несвідому світову Волю та песимізмом.

## Біографія

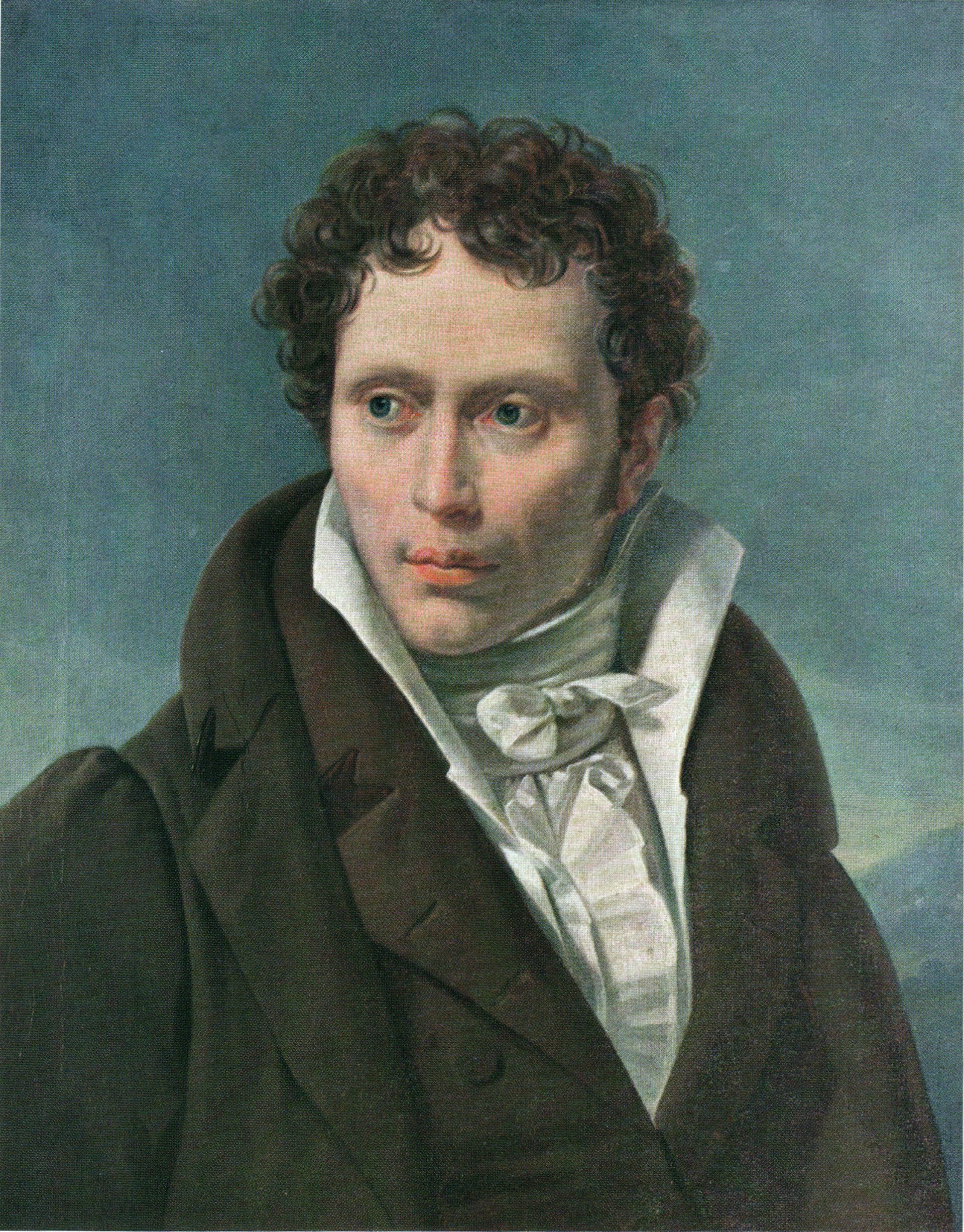
Портрет 29-річного Артура Шопенгауера пензля Л. Стерна

Артур Шопенгауер народився 1788 року в Данцигу. Батько, Генріх Флоріс Шопенгауер (1747—1805), був банкіром. Мати, Йоганна Шопенгауер (1766—1838), — письменниця. Мав сестру Адель (1797—1849). У 1793 родина переселилася до Гамбурга, оскільки Данциг втратив автономію. У 1799 Артур розпочав навчання в приватній школі. Через 4 роки вирушив з батьками в подорож Європою. Оволодів англійською, французькою мовами, а також давньогрецькою і латиною. Після цього навчався торгівлі в Данцигу й Гамбурзі.
У 1805 батько Артура загинув, син із матір'ю переселилися у Веймар, де відкрили салон. Глибоко вражений смертю батька, майбутній філософ певний час займався комерційною діяльністю, яка була йому глибоко огидною. Вже в юності в його характері виявляються задатки песимізму, які наклали відбиток на його життя та філософську рефлексію.
У 1809 він отримав у спадок третину батькової власності та вступив до Геттінгенського університету на медичний факультет, а під впливом Г. Е. Шульца зацікавився філософією. В цей час критикував вчення Канта, підтримував стосунки з Гете. У 1811 році він переселився до Берліна, де в той час був уславлений Фіхте. Значний вплив на Артура справили положення з Вед, Упанішад і буддійських писань, які він цитував на підтримку власних поглядів. Через два роки Шопенгауер випустив свою першу філософську роботу: «Про чотириякісний корінь достатньої основи». Навесні 1814 року переселився до Дрездена, де написав головну свою працю «Світ як воля і уявлення» (1818). Його книги погано продавалися, що філософ утім розглядав як доказ своєї правоти.
Вирушив до Італії в 1820 році, а після повернення, з 1820 по 1831 роки працював у Берліні приват-доцентом. Тут проявилися характер філософа і його безкомпромісність у поглядах на філософію — викладаючи, він спеціально ставив свої лекції в розкладі на години, коли читав Геґель. Студенти переважно віддавали перевагу останньому (вчення Геґеля тоді саме стало «ядром» європейської філософії). Шопенгауер не на жарт гнівався і не приховував свого презирства до Геґеля, називаючи його вчення вершиною тупості і недалекоглядності (втім, в тому ж дусі він висловлювався про всі тогочасні течії у філософії, називаючи свою філософію єдино правильною). У 1839 видав працю «Про свободу волі», що уточнювала ідеї «Світу як волі і уявлення» і була премійована Норвезьким королівським науковим товариством в Дронтхаймі. В 1844 він перевидає «Світ як волю і уявлення» з об'ємними коментарями. Був противником революції 1848—1849 років, однак цей час виявився сприятливим для сприйняття його «похмурих» ідей.
Шопенгауер згодом покинув викладацьку діяльність і жив усамітнено у Франкфурті-на-Майні з пуделем на кличку Атма. В той же час листувався зі своїми учнями, слідкуючи за поширенням свого вчення. Наприкінці життя філософія Шопенгауера стала привертати увагу загалу. Помер філософ 1860 року від паралічу легенів.

## Вчення Шопенгауера
Світова Воля. Вчення Шопенгауера — це об'єктивний ідеалізм з елементами ідеалізму суб'єктивного. Шопенгауер слідом за Іммануїлом Кантом розрізняє «речі в собі» та «явища». Людина сприймає світ у «явищах», сформованих її свідомістю, цей світ філософ називає «світ як уявлення». Реальний, існуючий незалежно від людини світ — це світ «речей в собі», позбавлений мети і розумного початку. Його основою філософ визначає Волю — знеособлену безглузду силу. Що вищий ступінь розвитку матерії, то активніше в ньому проявляється Воля. В неживій природі вона спричиняє конфлікти стихій, її базові вияви в живій природі — це потяги до виживання і розмноження. Людський інтелект — лише інструмент Волі, що сприяє ефективнішому виживанню. Оскільки, з точки зору Шопенгауера, життя є вічна боротьба або проти природи, або проти інших людей, то особистість є егоїстичною.
Свобода і права. Стосунки, почуття тощо існують, оскільки допомагають або продовженню роду, або особистому виживанню. Свобода людини умовна, вона завжди визначається потребою жити й відтворювати собі подібних. Внаслідок цього людство приречене вічно перебувати в конфліктах, зіткненні між окремими індивідами, класами, народами. В людини є три види свободи: фізична свобода (володіти чим-небудь, використовувати його), інтелектуальна свобода (пізнавати й оцінювати ситуації), і моральна (за однакових можливостей діяти чи не діяти певним чином). На відміну від Томаса Гоббса, Шопенгауер стверджував, що права людини не виникають на певному етапі її розвитку, а існують від природи. Право Шопенгауер визначав як здатність діяти, не завдаючи шкоди іншим. Проте право не існує без насильства, обидва супроводжують людство впродовж всієї його історії як вияви Волі. Держава виникає для ефективнішої реалізації егоїзму, вона усуває його негативні наслідки, але не його самого. Філософ вважав найкращим державним устроєм конституційну монархію, оскільки вона зберігає баланс між невпорядкованим народовладдям і деспотією, котра обмежує можливості більшості.
Опір Волі. Людське життя неодмінно протікає між бажанням і задоволенням. Бажання за своєю природою — це страждання від нестачі чого-небудь, задоволення страждання швидко переповнює людину, в життя приходять перенасичення і нудьга, які залишають відбиток відчаю навіть на забезпечених і щасливих. Кожен організм прямує до ідеалів, проте не досягає їх. Те, що називають щастям, у Шопенгауера зводиться до позбавлення страждання. Досягти цього можливо або самогубством — в такому разі людина чинить наперекір Волі, або аскетизмом — тоді бажання гасяться і, як наслідок, зникає страждання. Втім, протистояти Волі здатні лише рідкісні індивіди. Напівмірами, що зменшують страждання і доступні загалу, слугують моральне життя і споглядання творчості, в якій відображаються вічні ідеали.

## Основні твори
- «Про чотириякісний корінь закону достатньої підстави» (нім. Über die vierfache Wurzel des Satzes vom zureichenden Grunde, 1813)
- «Про зір і кольори» (нім. Über das Sehn und die Farben, 1816)
- «Світ як воля та уявлення» (нім. Die Welt als Wille und Vorstellung, 1819)
- «Еристика, або мистецтво перемагати в суперечках» (нім. Eristische Dialektik: Die Kunst, Recht zu Behalten) (1831)
- «Про свободу в природі» (нім. Über den Willen in der Natur, 1836)
- «Про свободу волі» (нім. Über die Freiheit des menschlichen Willens, 1839)
- «Про основи моралі» (нім. Über die Grundlage der Moral, 1840)
- «Дві основні проблеми етики» (нім. Die beiden Grundprobleme der Ethik, 1841)
- «Parerga und Paralipomena» (від грец. «Додатки і пропущене») (1841, 1851 — два томи)